# Izhavia
JSC Izhavia (in russo: ОАО «Ижавиа») è una compagnia aerea con sede a Iževsk, Udmurtia, Russia. È la compagnia aerea di bandiera della Repubblica Russa dell'Udmurt e opera voli charter nazionali e servizi passeggeri di linea. La sua base principale è l'aeroporto di Iževsk.

## Storia
Negli anni trenta in Udmurtia, con l'avvento di specialisti dell'aviazione, fu costruito un aeroporto nel villaggio di Pirogovo e fu organizzato un distaccamento aereo, effettuando i primi voli postali e passeggeri ed eseguendo la semina aerea sui campi delle fattorie statali. Con l'inizio della Grande Guerra Patriottica, diversi equipaggi di Iževsk furono inviati al fronte. Cinque persone rimasero in servizio per gli aerei che trasportavano merci per la difesa, che in seguito costituirono la spina dorsale del futuro aeroporto di Iževsk, organizzato per ordine del capo della direzione principale della flotta aerea civile del 30 maggio 1944 n.104.
Con lo sviluppo dell'aviazione nel paese, l'aeroporto di Iževsk cambiò aspetto e la flotta aerea ammodernata. Cambiarono tecnologia, modalità di manutenzione della pista, controllo del traffico aereo e supporto tecnico radio per i voli. I piloti dell'Udmurtia partecipavano a tutti i settori della vita del paese (trasporto di passeggeri e merci; fornitura di esplorazioni geologiche e petrolifere; rilievi topografici e gravimetrici; operazioni di salvataggio in aree difficili da raggiungere). Così, nel 1961, durante le operazioni di ricerca e soccorso in condizioni meteorologiche difficili, il pilota L.K. Okkelman scoprì il cane Zvezdochka nel modulo di discesa della navicella Vostok nel suo ultimo volo di prova, che precedette il lancio nello spazio di Gagarin.
Nel tempo, l'aeroporto "Izhevsk" smise di soddisfare i crescenti requisiti e carichi. La sua ricostruzione venne ritenuta inopportuna per la prospettiva di uno sviluppo urbano in direzione dell'aeroporto. Pertanto, nel 1968, si decise di costruire un nuovo aeroporto vicino al villaggio di Starye Martyany, che venne messo in funzione il 25 ottobre 1974.
Izhavia Airlines venne fondata nel 1992. Al 2022 è una società per azioni di proprietà del 100% della Repubblica dell'Udmurtia.
Dall'inizio del 2012, la compagnia è stata guidata da Alexander Gorodilov. Nello stesso anno ha cominciato a sostituire gli aerei in flotta di aerei ed è stato cambiato il colore del logo. Il corso prestabilito dello sviluppo economico ha consentito alla compagnia aerea di mantenere lo status di compagnia aerea statale.
Nel 2012, il governo dell'Udmurtia ha preso una decisione preliminare sulla necessità di acquisire nuovi aeromobili in locazione.
Nel 2013 era prevista la divisione di Izhavia OJSC in due società per azioni separate, a seguito delle quali l'aeroporto di Iževsk sarebbe diventato un'impresa separata. Questa decisione è stata presa in connessione con l'inasprimento dei requisiti per le compagnie aeree dopo un incidente aereo avvenuto vicino a Yaroslavl il 7 settembre 2011, ma la divisione è stata sospesa dal capo della repubblica Alexander Solovyov nel marzo 2014.
Nel 2019, l'aeroporto di Izhevsk è stato diviso in un'entità legale separata.
Nel 2021 sono entrati in flotta i primi aerei di fabbricazione occidentale: due Boeing 737-800.

## Flotta
A dicembre 2022 la flotta di Izhavia è così composta: